# Рика-Сан Роко Кераска (Кунео)
Рика-Сан Роко Кераска је насеље у Италији у округу Кунео, региону Пијемонт.
Према процени из 2011. у насељу је живело 32 становника. Насеље се налази на надморској висини од 250 м.